# 스테파니야 투르케비치
스테파니야 이바니브나 투르케비치루키야노비치(우크라이나어: Стефанія Іванівна Туркевич-Лукіянович: 1898년 4월 25일 오스트리아-헝가리 렘베르크-1977년 4월 8일 영국 케임브리지)는 우크라이나의 작곡가, 피아니스트, 음악학자다. 우크라이나 최초의 여성 작곡가다. 그의 음악은 소련에서 금지되었다.

## 유년기
스테파니야의 조부 레프 투르케비치와 부친 이반 투르케비치는 사제였다. 모친 소피야 코르모시프는 피아니스트로, 솔로미야 크루셸니츠카와 함께  카롤 미쿨리, 빌렘 쿠르츠에게 음악을 배웠다.:7 그래서 온 가족이 음악에 조예가 있었고, 각자 악기를 다룰 줄 알았다. 스테파니야는 피아노, 하프, 풍금을 다룰 줄 알았다.

## 학생기

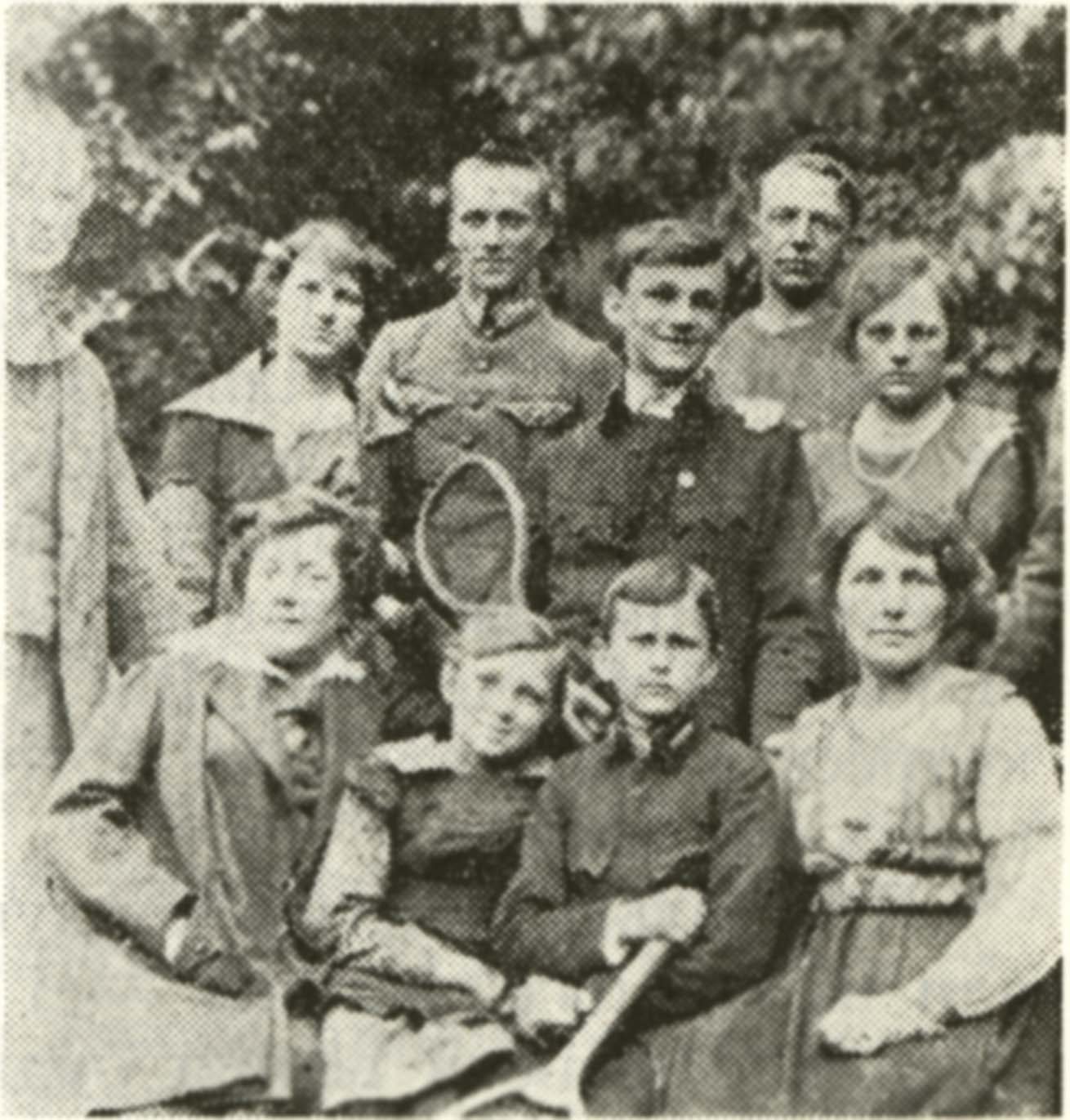
중간 줄 (왼쪽에서 오른쪽으로) : 자매 이레나, Lev 형제 (라켓 포함), Stefania, 1915년경

스테파니야는 바실 바르빈스키에게 음악을 배우기 시작했다. 1914년부터 1916년까지는 빈에서 빌렘 쿠르츠에게 피아노를 배웠다. 제1차 세계대전 이후 리비우 대학교에서 아돌프 치빈스키에게 배우며서 또한 리비우 음악원에서 치빈스키의 음악이론 강의를 들었다.:10
1919년 첫 곡인 〈전례〉(Літургію)를 작곡했고, 이 곡은 리비우 스뱌토호 유라 대성당에서 여러 차례 연주되었다.
1921년 빈 대학교에서 귀도 아들러에게, 빈 음악공연예술대학에서 요제프 마르크스에게 배웠고, 1923년 음악공연예술대학을 졸업해 교사 자격을 취득했다.
1925년 로베르트 리소프스키와 결혼해서 1927년 남편과 함께 베를린으로 가 1930년까지 살았다. 이 때 베를린에서 아르놀트 쇤베르크와 프란츠 슈레커에게 배웠고,:14 1927년 딸 조야(Зоя)를 낳았다.
1930년 체코슬로바키아 프라하로 가서 카렐 대학교에서 즈데네크 네예들리에게, 프라하 음악원에서 오타카르 쉰에게 배웠다. 또한 음악한림원에서 비체슬라프 노바크에게 작곡을 배웠다. 1933년 가을 피아노 강사가 되었고 프라하 음악원에서 반주자가 되었다. 1934년 러시아 오페라의 우크라이나 민속요소에 관한 박사학위 논문을 디펜스하여,:15 프라하의 우크라이나인 자유대학교에서 음악학 박사 학위를 받았다. 갈리치아(당시 폴란드령) 최초의 여성 박사였다.
1934년 리비우로 귀향하여 제2차 세계대전이 발발할 때까지 리비우 음악원에서 음악이론 및 피아노 강사를 지냈다. 또한 우크라이나 전문음악인연맹 맹원이 되었다.

## 제2차 세계대전
소련이 서우크라이나를 점령한 1939년 가을 당시 스테파니야는 리비우 오페라하우스에서 강자 겸 악장으로 일하고 있었고, 1940년에서 1941년까지는 리비우 음악원 조교수가 되었다. 독일이 우크라이나를 점령하면서 음악원이 문을 닫은 뒤에도 국립음악학교에서 강의를 계속했다. 1944년 봄, 리비우를 떠나 빈으로 갔다. 이후 1946년 소련군을 비해 오스트리아 남부로 갔고, 거기서 이탈리아로 건너가 영국군 군의였던 나르치즈 루캬노비치(Nartsiz Lukyanovich)와 재혼했다.

## 영국에서
1946년 가을, 영국으로 이주한 스테파니야는 브라이턴(1947년-1951년), 런던(1951년-1952년), 브리스틀 근교 배로거니(1952년-1962년), 북아일랜드 벨파스트(1962년-1973년), 케임브리지(1973년-죽을 때까지)에 살았다.
1940년대 후반에 작곡에 복귀했고, 동시에 때때로 피아노 연주도 했다. 특히 1957년에는 재영 우크라이나인 공동체에서 여러 차례 연주회를 열었다. 1959년에도 브리스틀에서 피아노 연주회를 가졌다. 그는 영국 여성작곡자음악가협회 회원이었다.
1970년 그녀의 오페라 〈옥사나의 심장〉이 캐나다 위니펙의 센테니얼 콘서트홀에서 공연되었다. 공연감독은 스테파니야의 여동생 이레나 투르케비치였다.
스테파니야의 작곡은 근대적이지만 동시에 표현주의적이지 않은 우크라이나 민요의 영향을 보여준다. 그녀는 1970년대까지 계속 작곡에 힘쓰다 1977년 4월 8일 케임브리지에서 사망했다.

## 작품
교향곡
- Симфонія – 교향곡 번호. 1 – 1937
- Симфонія 아니. 2 (a) – 교향곡 번호. 2 (a) – 1952
- Симфонія 아니. 2 (b) (2-гий варіант) – 교향곡 번호. 2 (b) (두 번째 버전)
- Симфонієта – Symphoniette – 1956
- Три Симфонічні Ескізи – Three Symphonic Sketches – 3년 травня, 1975
- Симфонічна поема –교향시«La Vitа»
- 스페이스 심포니 – 1972
- Суіта для подвійного струнного оркестру – 더블 스트링 오케스트라를위한 스위트
- 이중현 오케스트라를위한 환상

발레
- Руки – 손이 시든 소녀 – 브리스톨, 1957
- Перли – 목걸이
- Весна (Дитячий балет) – 봄 – (어린이 발레) 1934-5
- Мавка (a) – Mavka –‘The Forest Nymph’– 1964-7 – 벨파스트
- Мавка (b) – Mavka –‘The Forest Nymph’– 1964-7 – 벨파스트
- Страхопуд – 허수아비 – 1976

오페라
- Мавка – Mavka – (미완성) 레시아 우크라 인카의 숲의 노래

어린이 오페라
- «Цар Ох»або Серце Оксани – Tsar Okh 또는 Oksana의 심장 – 1960
- «Куць»– 젊은 악마
- «Яринний городчик»– 야채 플롯 (1969)

합창곡
- Літургія 1919 – 1919년
- Sheptytsky의 시편 (Псалом Шептицькому)
- До Бою – 전투 전
- Триптих– 삼부작
- Колискова (А-а, котика нема) 1946 – 고양이가 없다

기악곡
- Соната для скрипки і фортепіано 1935 – 바이올린과 피아노를위한 소나타
- (a) Cтрунний квартет 1960 – 1970 – 현악 4 중주
- (b) Cтрунний квартет 1960 – 1970 – 현악 4 중주
- Тріо для скрипки, альта і віолончела 1960 – 1970 – 바이올린, 비올라, 첼로를위한 트리오
- Квінтет для двох скрипок, альта, віолончела фортепіано 1960 – 1970 – 피아노 5 중주
- Тріо для флейти, кларнету, фагота 1972 –윈드 트리오

피아노곡
- Варіації на Українську тему 1932 – 우크라이나 테마의 변형
- Фантазія : Суїта фортепянна на Українські теми –판타지아 : 우크라이나어 주제에 대한 피아노 모음곡 1940
- Імпромпту –즉흥 1962
- Гротеск –그로테스크한 1964
- Гірська сюїта –마운틴 스위트 1966 – 1968* Цикл п’єс для дітей – 1936 – 1946 어린이를위한 조각의 순환
- Українські коляди та щедрівки – 우크라이나 캐롤 및 Shchedrivka
- Вістку голосить – 좋은 소식
- 할리퀸과 함께한 크리스마스 1971

기타
- – Серце – Heart – 오케스트라와 솔로 보이스
- – Лорелеї – Lorelei – 내레이터, Harmonium 및 Piano 1919 – 작사 Lesia Ukrainka
- – Май – 5 월 – 1912
- – Тема народної пісні – 민속 노래 테마
- – На Майдані – 독립 광장 – 피아노 작품
- – Не піду до леса з конечкамі – Лемківська пісня – 음성 및 문자열을 위한 Lemky 노래

## 참고 자료
- Сокіл-Рудницька М. Пам’яті Стефанії Лукіянович // Вільне Слово. – Торонто, 1977. – 9 і 16 липня. – С. 3.
- Вовк В. Парастас для Стефанії Туркевич-Лукіянович // Наше Життя. – Нью-Йорк, 1992. – Ч. 5. – С. 6–9.
- Стельмащук Р. Забутий львівський композитор-неокласик (штрихи до творчого портрета Стефанії Туркевич) // Музика Галичини (Musica Galiciana) / Матеріали Другої міжнародної конференції. – Львів, 1999. – С. 276–281.
- Павлишин С. Перша українська композиторка // Наше Життя. – Нью-Йорк, 2004. – Ч. 1. – С. 14–16.
- Павлишин С. Перша українська композиторка: Стефанія Туркевич-Лісовська-Лукіянович. – Львів, 2004.
- Карась Г. Статика і динаміка жанру дитячої опери у творчості композиторів української діаспори ХХ ст. // Вісник Державної академії керівних кадрів культури і мистецтв. – Київ, 2010. – No. 2. – С. 89–93.
- Яців Р. Роберт Лісовський (1893–1982): дух лінії. – Львів, 2015. – С. 11, 13, 79–84, 91.